# Homme de Denisova
Homo longi · Dénisovien
« Denisova » redirige ici. Pour les autres significations, voir Denisova (homonymie).
Espèce
L'Homme de Denisova, ou Dénisovien, est une espèce éteinte du genre Homo, identifiée par analyse génétique en mars 2010 à partir d'une phalange humaine fossile datée d'environ 41 000 ans, trouvée dans la grotte de Denisova, dans les montagnes de l'Altaï en Sibérie (Russie).
Le premier crâne formellement attribué à l'espèce est l'Homme de Harbin, confirmé par deux études génétiques en juin 2025.
L'Homme de Denisova était parfois qualifié, en tant qu'espèce, du nom binominal Homo denisovensis, mais son statut d'espèce à part entière ou de sous-espèce n'était pas encore fixé. Jean-Jacques Hublin estime qu'il aurait vécu durant le Paléolithique moyen en Asie orientale, de la Sibérie à l'Asie du Sud-Est. La présence de cette espèce en Extrême-Orient est à rechercher selon lui parmi des fossiles connus, ce qu'a confirmé l'étude génétique du crâne de Harbin.
Les analyses de l'ADN mitochondrial du fragment de phalange ont prouvé en 2010 que les Dénisoviens étaient génétiquement distincts des Néandertaliens et des Hommes modernes. L'analyse ultérieure du génome nucléaire a montré que les Dénisoviens partageaient un ancêtre commun avec les Néandertaliens, et qu'ils se sont hybridés avec les ancêtres de certains hommes modernes (3 à 5 % de l'ADN des Mélanésiens et des Aborigènes d'Australie est issu des Dénisoviens),,,. De même, ils auraient transmis aux Tibétains un gène permettant leur adaptation à la vie en altitude.

## Histoire

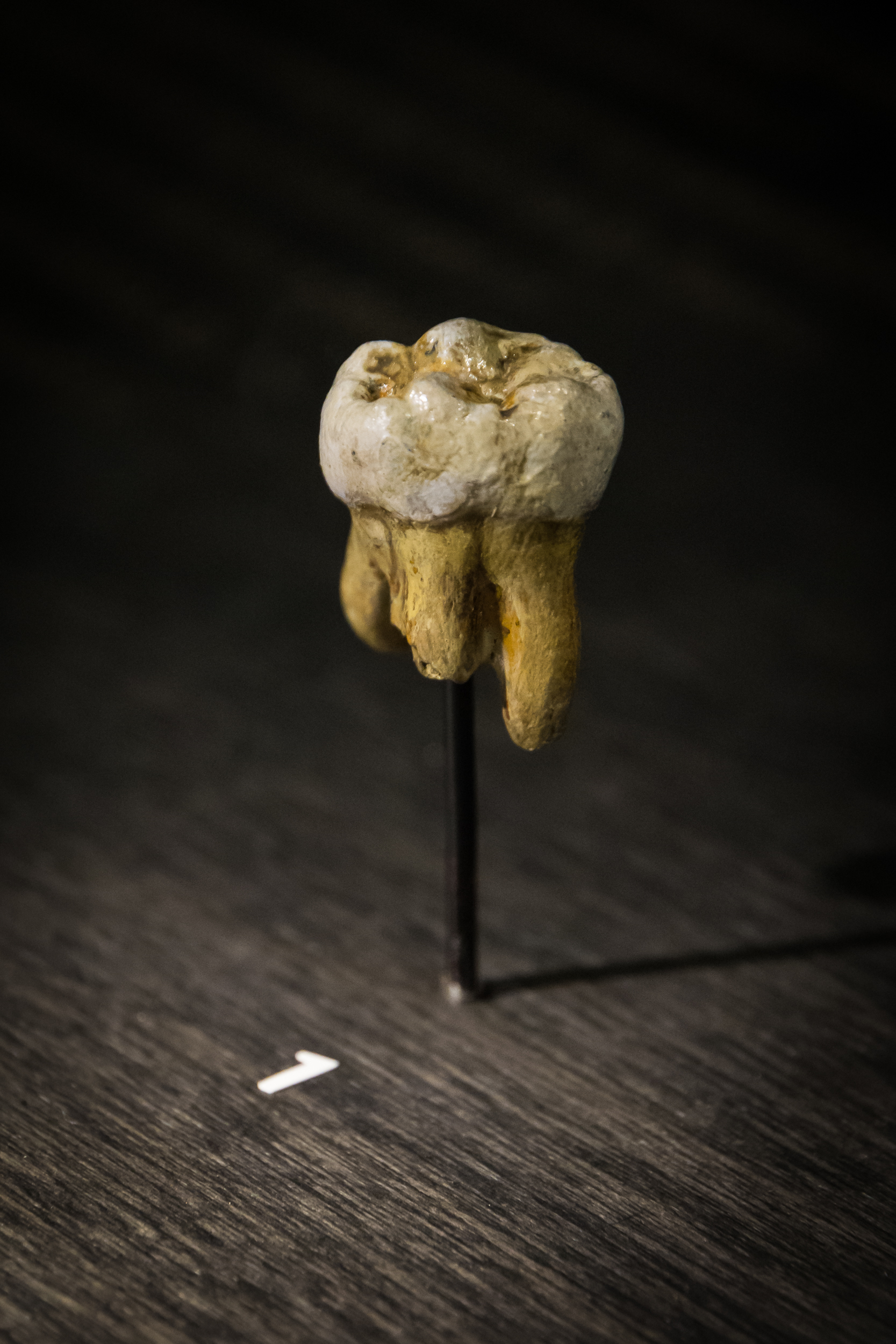
Réplique d'une molaire de l'Homme de Denisova (Muséum des sciences naturelles, Belgique).

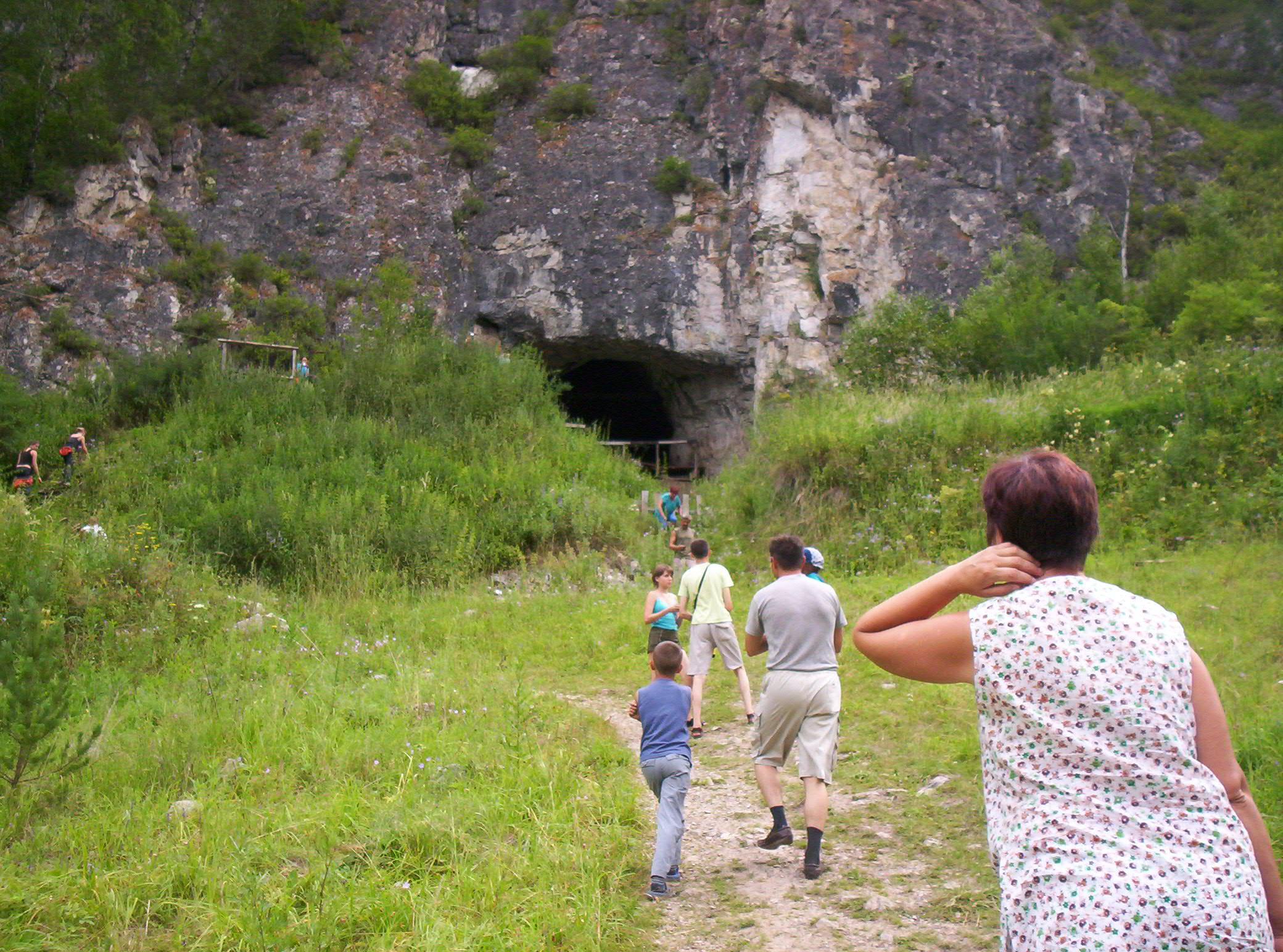
Touristes devant la grotte de Denisova.

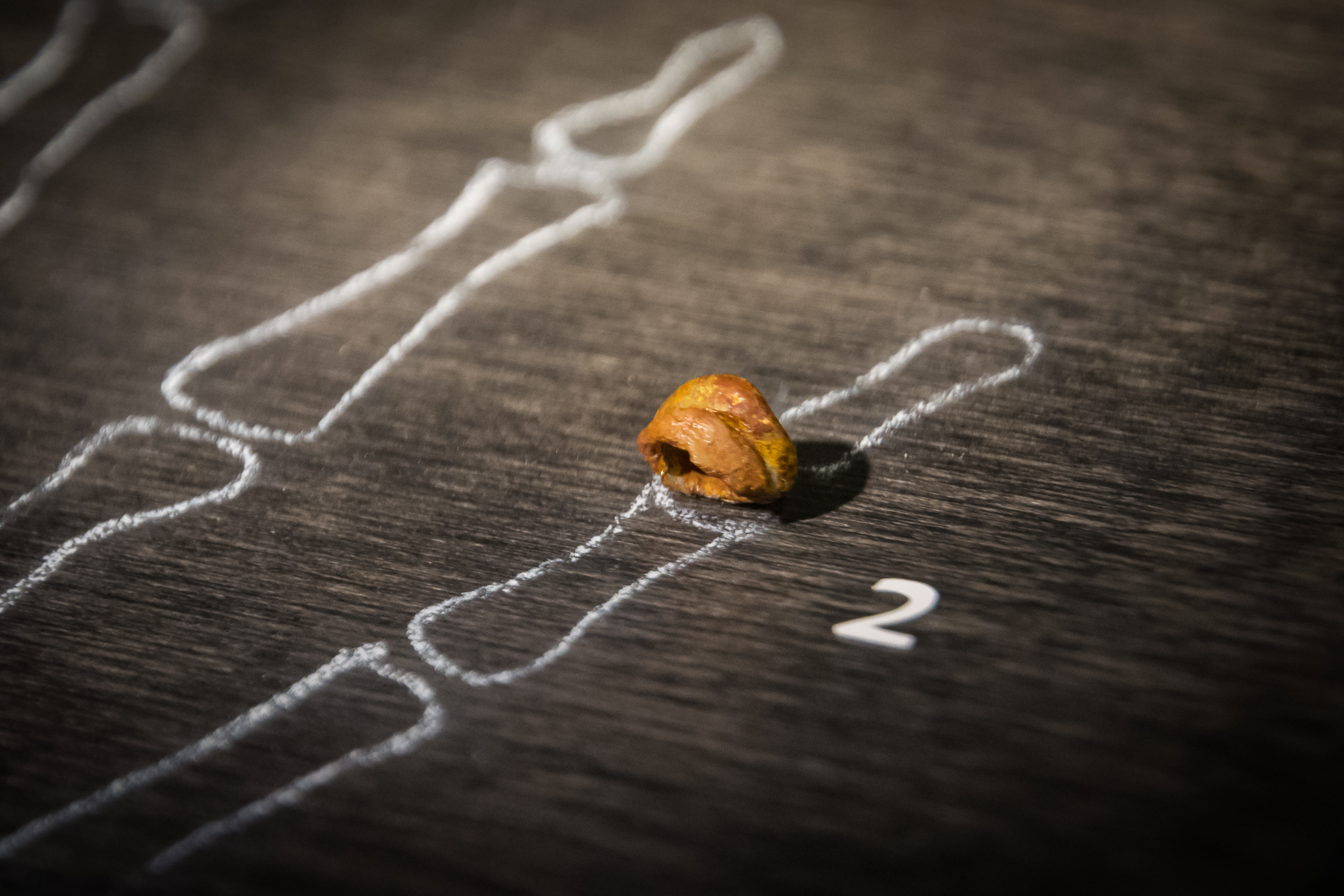
Fragment de phalange de l'Homme de Denisova, et sa position dans la main.

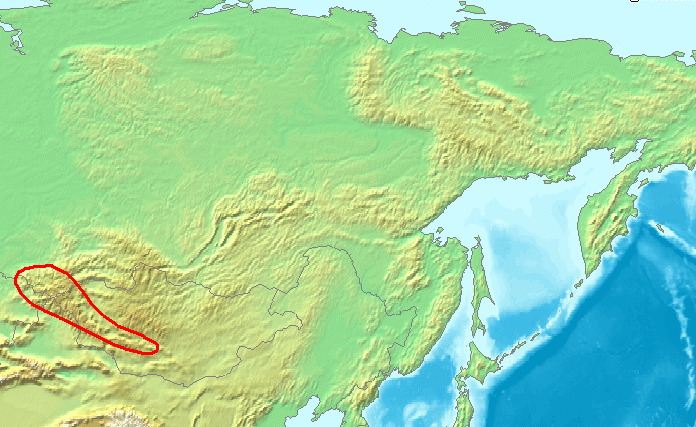
Localisation de la zone de découverte : Altaï au sud de la Sibérie.

La grotte de Denisova se trouve dans le sud-ouest de la Sibérie, près de la frontière avec la Chine et la Mongolie.
Elle est nommée ainsi d'après un ermite russe, Denis, qui y vécut au XVIIIe siècle.
La grotte est explorée pour la première fois dans les années 1970 par le paléontologue russe Nikolaï Ovodov qui cherchait des fossiles de canidés.
En 2008, Mikhaïl Chounkov, de l'Académie des sciences de Russie, accompagné d'archéologues de l'Institut d'archéologie et d'ethnologie de Novossibirsk, explorent et fouillent la grotte.
Ils trouvent la phalange d'auriculaire d'un humain juvénile de sexe féminin (connue comme la « femme X », en référence à la transmission matrilinéaire de l'ADN mitochondrial), puis ultérieurement un os d'orteil et deux dents dont une molaire.
Des objets (dont un bracelet) trouvés dans la grotte au même niveau que les fragments fossiles ont été datés au carbone 14 entre 30 000 et 48 000 ans avant le présent.
Des fouilles plus récentes ont mis au jour des preuves d'une occupation intermittente remontant aux alentours de 125 000 ans.
Une équipe de scientifiques menée par Johannes Krause et Svante Pääbo, de l'Institut Max-Planck d'anthropologie évolutionniste à Leipzig en Allemagne, a séquencé en 2010 l'ADN mitochondrial extrait du fragment de phalange. Le climat froid de la grotte a préservé l'ADN grâce à sa température moyenne annuelle de 0 °C.
L'analyse génétique a révélé l'existence d'une espèce encore inconnue, l'Homme de Denisova.
En mai 2019, une demi-mandibule humaine fossile, découverte en 1980 dans la grotte de Baishiya situé sur le plateau tibétain, près de Xiahe, dans le Gansu, en Chine, est identifiée par une équipe internationale comme ayant appartenu à un Dénisovien. Faisant usage de techniques liées à une discipline émergente, la paléoprotéomique, cette étude s'est appuyée pour l'une des premières fois sur l'analyse des protéines conservées dans la mandibule de Xiahe, alors que l'ADN était trop dégradé pour être exploitable. La mandibule a conservé deux molaires, dont la morphologie est jugée comparable à celle des molaires trouvées dans la grotte de Denisova. Cette mandibule a un âge évalué par les séries de l'uranium à 160 000 ans, ce qui est quatre fois plus ancien que l'occupation humaine (par Homo sapiens) des hauts plateaux tibétains la plus ancienne connue auparavant,,.
En 2022, l'analyse morphologique d'une molaire extraite en 2018 d'une brèche de la grotte Tam Ngu Hao (« grotte du Cobra ») dans le nord-est du Laos démontre sa proximité avec celles de la mandibule de Xiahe et l'identifie comme très probablement dénisovienne.
Son analyse protéomique indique qu'il s'agit d'un individu de sexe féminin. La brèche étant datée d'entre −164 000 et −131 000 ans, cette découverte, si elle est confirmée, prouverait la présence de populations dénisoviennes en Asie du Sud-Est alors qu'elles n'étaient attestées que plus au nord, en Sibérie et au Tibet,.
En 2024 est publié le génome d'un dénisovien vieux de 200 000 ans. C'est à ce jour le plus ancien génome humain à avoir été séquencé.
En 2024 également, un deuxième fossile d'Homme de Denisova a été découvert dans la grotte de Baishiya sur le plateau tibétain, en Chine. Ce fossile, nommé Xiahe 2, est une côte de 48 000 à 32 000 ans. La première découverte, Xiahe 1, est une mandibule de 160 000 ans. Des études d'ADN mitochondrial et de protéines ont confirmé la présence dénisovienne. Les Dénisoviens chassaient bharals, yaks, gazelles et chevaux à haute altitude.
Deux études génétiques sur le crâne de l'Homme de Harbin, parues dans Science le 18 juin 2025, confirment son appartenance à l'espèce,. L'ADNmt s'inscrit dans la variante de l'ADNmt de Dénisoviens et est apparenté à une branche d'ADNmt portée par les premiers individus de Dénisoviens du sud de la Sibérie, précédemment observée dans la grotte de Denisova. Cela suggère que les Dénisoviens ont occupé une vaste zone géographique en Asie au Pléistocène moyen.

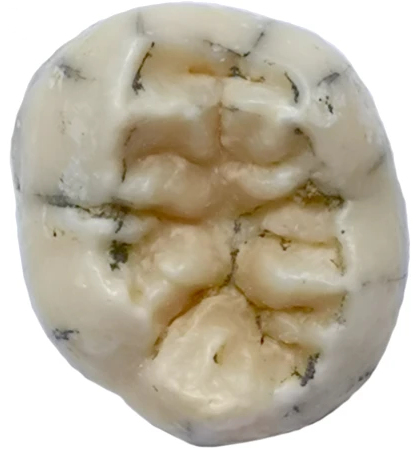
Molaire de la grotte du Cobra.

## Morphologie

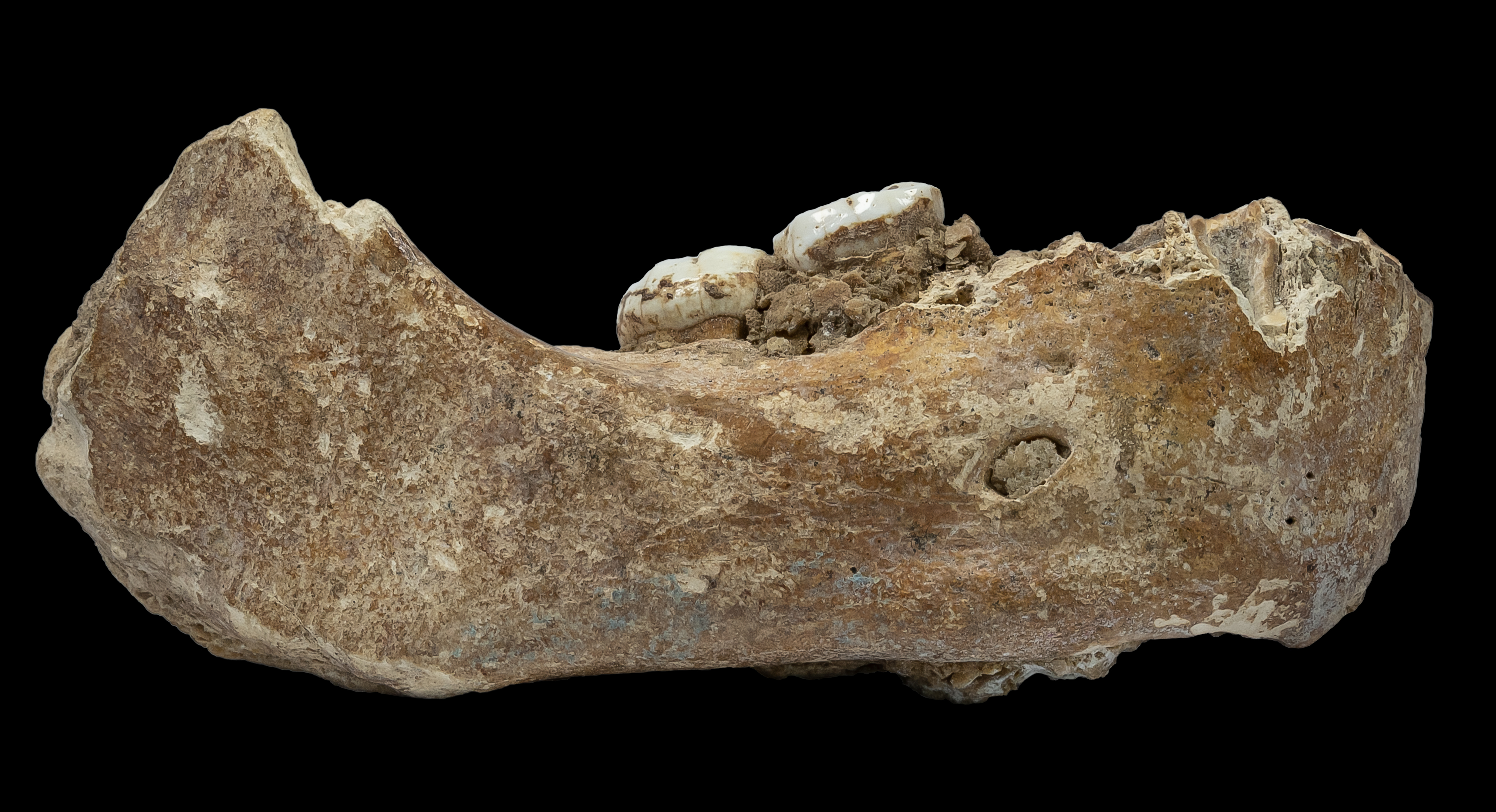
Mandibule de Xiahe.

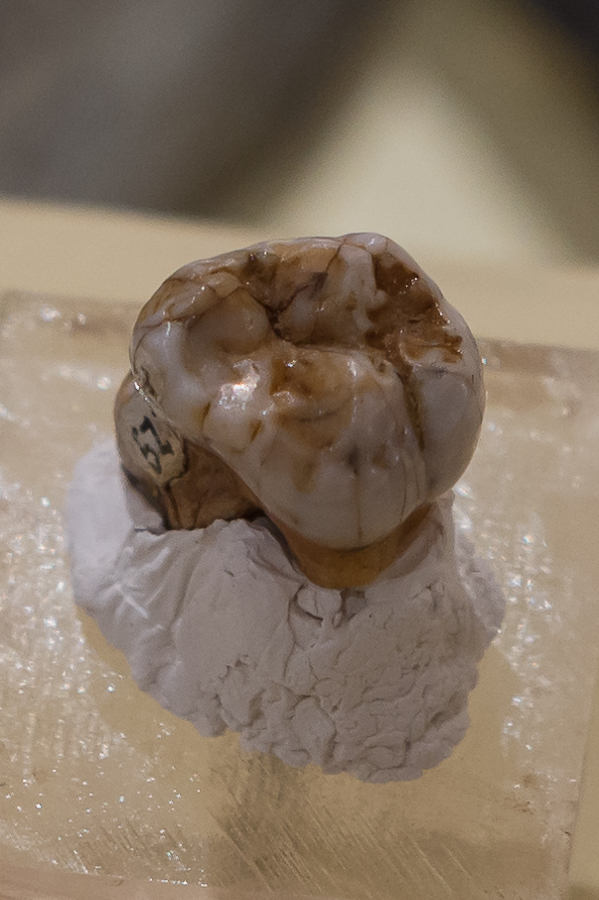
Molaire, Denisova 4

Pendant presque dix ans, peu de choses ont été connues sur les caractéristiques morphologiques des Dénisoviens, puisque les seuls vestiges découverts étaient un os d'un doigt de la main, deux dents et un os d'orteil[Information douteuse]. L'os de doigt est exceptionnellement large et robuste, bien en dehors de la variation observée chez les humains modernes. Il appartenait à une femme, ce qui indique que les Dénisoviens étaient extrêmement robustes, peut-être même de la constitution de l'homme de Néandertal.
Une molaire exhumée dans la grotte, appartenant à un autre individu, est très grosse et archaïque d'aspect. Cette dent ne partage pas de caractéristiques morphologiques communes avec l'Homme de Néandertal ni avec l'Homme moderne.
Bien que découverte dans les années 1980, la demi-mandibule de Xiahe encore porteuse de deux dents a été identifiée comme dénisovienne en 2019 grâce à une analyse protéomique. Elle présente une morphologie archaïque, avec un corps très robuste, relativement bas et épais, dont la hauteur diminue légèrement vers l'arrière. Bien qu'une protubérance mentale triangulaire soit faiblement exprimée, il n'y a pas de menton développé et la symphyse est fortement en retrait.

## Autres espèces
La stratigraphie de la grotte de Denisova montre une occupation ancienne de la grotte par des Dénisoviens et des Néandertaliens, et plus récente par des Homo sapiens. Néandertaliens et Dénisoviens semblent avoir partiellement cohabité, au moins à certaines époques, mais on ne sait pas à ce jour si Homo sapiens a fait de même ou s'il a seulement succédé aux deux premières espèces.

## Phylogénie
Des chercheurs ont montré l'existence d'une forte diversité génétique chez les Dénisoviens. L'analyse ADN de deux dents trouvées à un autre niveau que la phalange a révélé un degré inattendu de diversité de l'ADN mitochondrial des Dénisoviens.
L'analyse de l'ADN nucléaire de spécimens fossiles d'Homo sapiens, d'Homme de Néandertal et d'Homme de Denisova, menée en 2016 par une équipe de scientifiques coordonnée par Svante Pääbo de l'Institut Max-Planck d'anthropologie évolutionniste, à Leipzig, en Allemagne, a montré que l'Homme de Denisova et l'Homme de Néandertal avaient un ancêtre commun remontant à environ 450 000 ans, et que tous deux partageaient avec Homo sapiens un ancêtre commun remontant à environ 660 000 ans. Ces résultats s'appuient notamment sur l'analyse de deux spécimens fossiles de la Sima de los Huesos (Espagne), datés de 430 000 ans, attribués à l'Homme de Néandertal, et jugés postérieurs à la séparation d'avec l'Homme de Denisova. Pour la première fois, les liens entre différents représentants du genre Homo ont pu ainsi être établis.
Une nouvelle étude publiée en 2020 précise que les chromosomes Y des hommes de Denisova se sont séparés il y a environ 700 000 ans d'une lignée partagée par les chromosomes Y humains néandertaliens et modernes, qui ont divergé les uns des autres autour de 370 000 ans. Les relations phylogénétiques des chromosomes Y archaïques et modernes humains diffèrent donc des relations de population déduites de leurs génomes autosomiques.
.

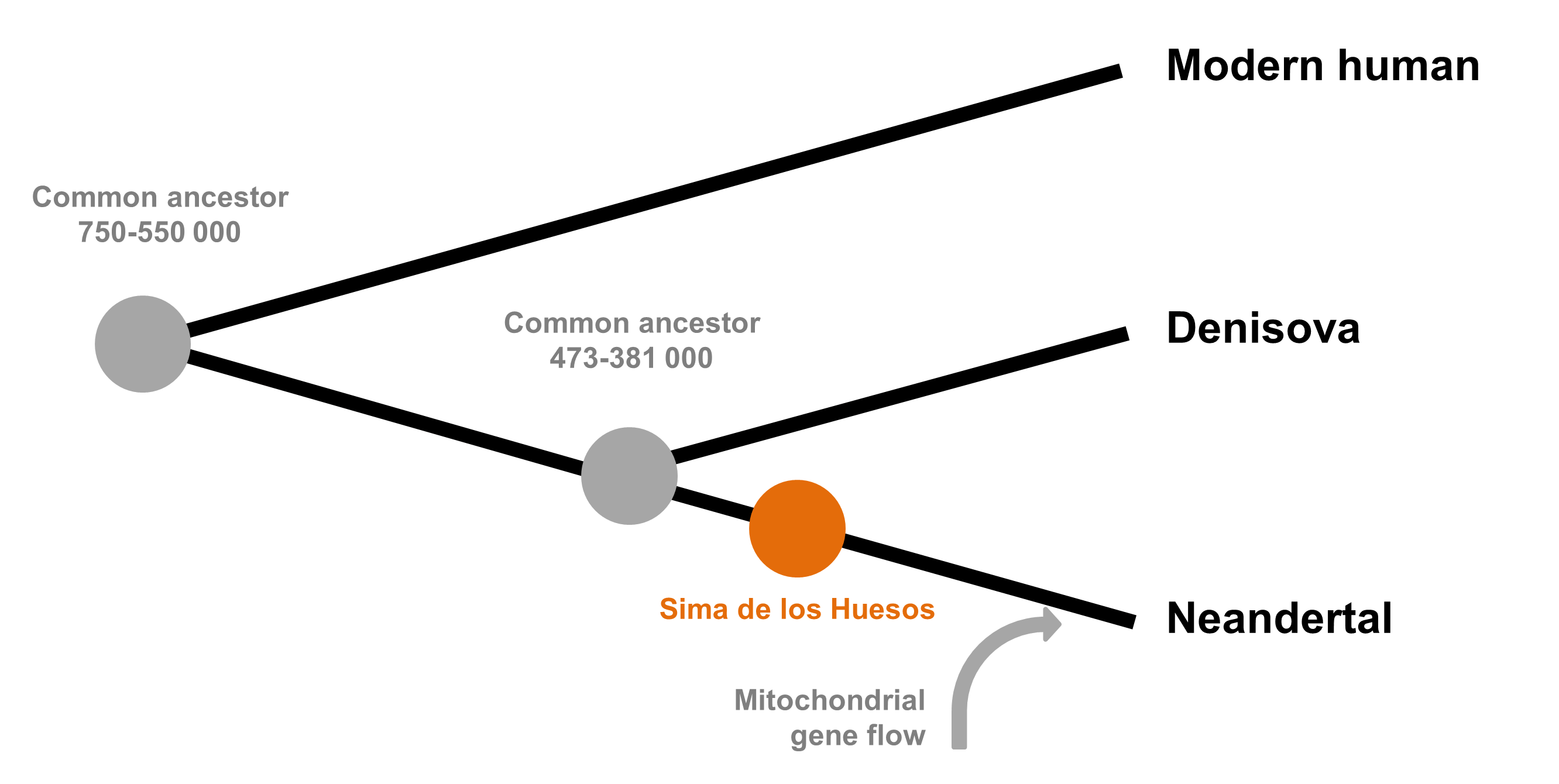
Arbre phylogénétique des lignées humaines récentes proposé en 2016 d'après l'ADN de la Sima de los Huesos

L'analyse comparée des génomes issus de la grotte de Denisova et des apports dénisoviens aux populations océaniennes actuelles, conduit à distinguer dénisoviens du nord (ceux de la grotte et les fossiles chinois) et du sud (actuellement absents du registre fossile) :
|               | Néandertaliens                                                             |
|               |                                                                            |
| (env. 350 ka) | \| \| Dénisoviens du nord \| \| \| \| \| \| Dénisoviens du sud \| \| \| \| |
|               | \| \| Dénisoviens du nord \| \| \| \| \| \| Dénisoviens du sud \| \| \| \| |
|               | Dénisoviens du nord                                                        |
|               |                                                                            |
|               | Dénisoviens du sud                                                         |
|               |                                                                            |

|  | Dénisoviens du nord |
|  |                     |
|  | Dénisoviens du sud  |
|  |                     |

|               | Néandertaliens                                                             |
|               |                                                                            |
| (env. 350 ka) | \| \| Dénisoviens du nord \| \| \| \| \| \| Dénisoviens du sud \| \| \| \| |
|               | \| \| Dénisoviens du nord \| \| \| \| \| \| Dénisoviens du sud \| \| \| \| |
|               | Dénisoviens du nord                                                        |
|               |                                                                            |
|               | Dénisoviens du sud                                                         |
|               |                                                                            |

|  | Dénisoviens du nord |
|  |                     |
|  | Dénisoviens du sud  |
|  |                     |

En juillet 2024, le généticien Stéphane Peyrégne annonce lors d'un colloque à Puerto Vallarta (Jalisco, Mexique) le séquençage de l'ADN d'un dénisovien mâle datant de 200 000 ans. C'est le plus vieux génome humain connu, le record précédent étant celui d'un néandertalien de 120 000 ans. L'analyse du génome révèle un héritage de 5 % d'une population néandertalienne encore inconnue.

## Hybridation

### Denisova / Néandertal
Des analyses génétiques réalisées en 2013 comparant un Dénisovien à un Néandertalien découvert au même endroit ont révélé une hybridation locale ayant fourni 17 % du génome dénisovien, ainsi que des preuves d'une hybridation avec une autre souche archaïque du genre humain encore inconnue.
En 2018, l'ADN d'un fragment osseux trouvé dans la grotte de Denisova, celui d'une adolescente morte vers l'âge de 13 ans il y a environ 90 000 ans, montre qu'elle était l'hybride d'une mère néandertalienne et d'un père dénisovien. C'est la première preuve directe d'une hybridation de premier degré entre espèces humaines.

### Denisova / Sapiens
D'autres analyses ont montré que des Homo sapiens et des Dénisoviens avaient eu des relations sexuelles interfécondes et avaient produit des hybrides dont les gènes se sont ensuite diffusés dans l'espèce voisine,. L'Homme de Denisova aurait notamment contribué à hauteur de 3 à 6 % au génome des Papous, des Aborigènes australiens et des Négritos philippins, et pour moins de 0,5 % au génome des populations d'Extrême-Orient. Les chercheurs en concluent que l'Homme de Denisova devait être relativement répandu en Asie orientale à la fin du Pléistocène, et que cette hybridation a dû faciliter l’adaptation des humains modernes à l'environnement des forêts équatoriales humides du sud-est asiatique.
Les Papous auraient acquis leurs 4 à 6 % d'ADN dénisovien de deux hybridations successives avec deux groupes distincts de Dénisoviens. La dernière hybridation aurait eu lieu il y a quelque 30 000 ans,. Le principal flux de gènes lié aux Denisoviens s'est produit avant que les humains modernes n'atteignent Sahul, faisant de Wallacea et de Sunda des emplacements probables pour cet événement d'introgression archaïque.
Les Tibétains ont acquis des Dénisoviens (déjà présents sur le plateau tibétain il y a 160 000 ans) un allèle du gène EPAS1 facilitant leur adaptation à l'altitude,.

### Superarchaïques
Une étude génétique parue en février 2020, ayant analysé l'ADN fossile néandertalien (issu de spécimens de l'Altaï et de la grotte de Vindija, en Croatie) et l'ADN dénisovien (issu de la grotte de Denisova), en tire la conclusion que l'ancêtre commun de ces deux branches, appelé Néandersovien, aurait quitté l'Afrique il y a environ 750 000 ans et se serait peu après hybridé en Eurasie avec une population locale qualifiée de superarchaïque. Celle-ci serait sortie d'Afrique il y a environ 2 millions d'années et serait donc très éloignée des Néandersoviens, ce qui n'aurait pas fait barrage à l'hybridation,.
Les Néandersoviens se seraient subdivisés entre Eurasiens de l'Ouest, ou Néandertaliens, et Eurasiens de l'Est, ou Dénisoviens, il y a environ 700 000 ans, c'est-à-dire beaucoup plus tôt que les estimations des études précédentes. Il y aurait eu par la suite une deuxième hybridation des superarchaïques avec les seuls Dénisoviens en Asie orientale.

## Gènes dénisoviens sélectionnés chezHomo sapiens
Plusieurs études montrent qu'une partie du matériel génétique des Dénisoviens a été sélectionnée chez certaines populations d'Homo sapiens.
Le transfert de gènes dénisoviens vers les hommes modernes a laissé la plus forte fréquence d'une variante des gènes HLA (HLA-B) dans les populations d'Asie occidentale, où des accouplements entre Homo sapiens et Dénisoviens se seraient produits.
En Papouasie-Nouvelle-Guinée, un gène dénisovien permettrait aux Papous de détecter des parfums très subtils.[réf. souhaitée]
Un gène dénisovien lié à l'hémoglobine permettrait aux populations himalayennes de vivre en altitude, où l'air est plus pauvre en oxygène. Un variant du gène EPAS1 provenant des Dénisoviens améliore le transport d'oxygène et est présent seulement chez les Tibétains, et chez les Chinois Han dans une moindre proportion.
D'après une étude de l'université de Berkeley, les Inuits possèdent un variant très particulier du chromosome 1, portant deux gènes, TBX15 et WAR2. Le gène TBX15 joue un rôle dans le développement du corps et notamment dans celui du tissu adipeux brun, utilisé pour produire de la chaleur en cas de froid. À mesure que les latitudes augmentent, cette variante génomique apparait fréquente parmi les populations asiatiques, alors qu’elle est absente en Afrique, et rare en Europe. Ce gène ressemble bien plus à celui de l'homme de Denisova qu'à celui des autres populations humaines modernes. Les chercheurs émettent donc l'hypothèse que l'homme de Denisova aurait transmis une partie de son génome à Homo sapiens en Asie du sud. Puis, au gré des migrations humaines, elle se serait répandue un peu partout sur la planète – cette séquence est retrouvée dans d'autres populations humaines, mais avec une fréquence bien moindre – et aurait connu une sélection naturelle particulièrement forte chez les Inuits,.
Comme presque toujours quand ils proviennent d'hybrides interspécifiques de mammifères, ces gènes ont été transmis par les hybrides femelles, les progénitures mâles étant le plus souvent infertiles. Suivant la règle de Haldane, la stérilité hybride est limitée au sexe hétérogamétique. Les animaux hybrides homogamétiques (femelles chez les mammifères et les insectes, mâles chez les oiseaux et les lépidoptères) sont normalement féconds.

## Fossiles possiblement dénisoviens
En 2019, les seuls fossiles reconnus comme dénisoviens étaient ceux de la grotte de Denisova et la mandibule de Xiahe.
En 2025, un os de mâchoire dite mandibule hominienne Penghu 1, offert en 2008 par un collectionneur au Musée National des Sciences Naturelles de Taïwan (et trouvé dans un fond marin vers l'archipel de Penghu, au temps où Taïwan était rattachée au continent), a été identifié comme dénisovien et daté du Pléistocène, confirmant la particularité de traits dentognathiques robustes et distincts.
D'autres fossiles découverts en Asie et décrits avant 2010, et considérés alors comme des Homo erectus tardifs ou des Homo sapiens archaïques (ou laissés en attente d'une dénomination), pourraient appartenir à l'Homme de Denisova, notamment :
- l'Homme de Jinniushan (Chine, Liaoning) :
découverte : 1984 par Lu Zune,
capacité crânienne estimée : 1 260–1 400 cm3,
datation : entre −280 000 et −200 000 ans ;
- l'Homme de Dali (Chine, Shaanxi) :
découverte : 1978 par Shuntang Liu,
capacité crânienne estimée : 1 120 cm3,
datation : −210 000 ans ;
- l'Homme de Maba (Chine, Guangdong) :
découverte : 1958,
capacité crânienne estimée : 1 300 cm3,
datation : entre −150 000 et −130 000 ans